# Jairo Campos
Jairo Rolando Campos Leon (Ibarra, 18 luglio 1984) è un ex calciatore ecuadoriano, di ruolo difensore.

## Carriera
Campos esordisce nell'Aucas, dopo un periodo nelle giovanili del Barcelona SC prima e del Gent poi, e nel 2005 passa all'LDU Quito, nella quale vince la Coppa Libertadores 2008, segnando un gol nella finale d'andata.

## Palmarès

### Club

#### Competizioni internazionali
- Coppa Libertadores: 1

LDU Quito: 2008
- Recopa Sudamericana: 1

LDU Quito: 2009
- Coppa Sudamericana: 1

LDU Quito: 2009